# Stenderup Sogn (Billund Kommune)
Stenderup Sogn ist eine Kirchspielsgemeinde (dän.: Sogn) im südlichen Dänemark. Bis 1970 gehörte sie zur Harde Øster Horne Herred im damaligen Ribe Amt, danach zur Grindsted Kommune im erweiterten Ribe Amt, die im Zuge der  Kommunalreform zum 1. Januar 2007 in der „neuen“  Billund Kommune in der Region Syddanmark aufgegangen ist.
Im Kirchspiel leben 1024 Einwohner, davon 649 im Kirchdorf (Stand:1. Januar 2023). Im Kirchspiel liegt die Kirche „Stenderup Kirke“.
Nachbargemeinden sind im Norden Grindsted Sogn und im Osten Hejnsvig Sogn, außerdem auf dem Gebiet der westlich gelegenen Varde Kommune im Süden Vester Starup Sogn und im Westen Ansager Sogn.